# Le Mystère des Voix Bulgares
Le Mystère des Voix Bulgares (alternativamente The Mystery of the Bulgarian Voices), noto anche come Bulgarian State Television Female Vocal Choir, è un coro femminile a cappella bulgaro, noto per la interpretazione della musica popolare bulgara con arrangiamenti moderni.
Fondato come coro per la Bălgarskoto Nacionalno Radio e la Bălgarska Nacionalna Televizija (rispettivamente radio e televisione statali) nel 1952 da Philip Koutev; è attualmente diretto da Dora Hristova. Le cantanti vengono scelte dai loro villaggi per le loro voci e viene impartita loro una rigorosa formazione sulla musica popolare bulgara che risale ai tempi degli imperi bizantino e ottomano. Il loro stile è caratterizzato dalla diafonia e dalla dissonanza. Il coro ha vinto un Grammy nel 1990. Nel 1992 il coro si è diviso in due: una parte (Bulgarian State Television Female Vocal Choir) lavora per la TV; mentre l'altra, chiamata "Angelite-The Bulgarian Voices" lavora per la radio.

## Discografia
- Music of Bulgaria (1966)
- Le Mystère de Voix Bulgares Vol.I (1975)
- Vol.II (1988)
- A Cathedral Concert (1988)
- Vol.III (1989)
- Lale Li Si (1990)
- Ritual (1994)
- Vol.IV (1998)
- Best Of (2000)
- BooCheeMish (2018)

## Collaborazioni
- Pipppero® (1992), con Elio e le Storie Tese.
- Tre cantanti del coro, sotto il nome di Trio Bulgarka, hanno collaborato con Kate Bush nell'album The Sensual World.
- 2024 – Vjatăra (Molec feat. The Mystery of the Bulgarian Voices)